# Суперкубок України з волейболу серед жінок
Суперкубок України з волейболу серед жінок — щорічний турнір з волейболу серед чоловічих команд, який проводять під егідою Федерації волейболу України. 
За регламентом, суперкубковий трофей розігрується між володарем Кубоку України та переможцем чемпіонату України.

## Призери
| Рік  | Місто        |                        | Фінал   | Фінал                           | Фінал |
| Рік  | Місто        | Золото                 | Рахунок | Срібло                          |       |
| 2016 | Київ         | «Хімік» (Южне)         | 3:0     | «Орбіта-ЗТМК-ЗНУ» (Запоріжжя)   |       |
| 2017 | Черкаси      | «Хімік» (Южне)         | 3:1     | «Галичанка-ТНЕУ» (Тернопіль)    |       |
| 2018 | Луцьк        | «Хімік» (Южне)         | 3:0     | «Галичанка-ТНЕУ» (Тернопіль)    |       |
| 2019 | Черкаси      | «Хімік» (Южне)         | 3:0     | «Орбіта-ЗНУ-ЗОДЮСШ» (Запоріжжя) |       |
| 2020 | Городок      | СК «Прометей» (Дніпро) | 3:2     | «Хімік» (Южне)                  |       |
| 2021 | Слобожанське | СК «Прометей» (Дніпро) | 3:1     | «Орбіта-ЗНУ-ЗОДЮСШ» (Запоріжжя) |       |
| 2023 | Годилів      | СК «Прометей» (Дніпро) | 3:0     | «Аланта» (Дніпро)               |       |
| 2024 | Городок      | «Буковинка» (Чернівці) | 3:1     | СК «Балта»                      |       |

## Переможці турніру
| Клуб                   | Титулів | Переможні роки          |
| ---------------------- | ------- | ----------------------- |
| Хімі (Южне)            | 4       | 2016, 2017, 2018, 2019. |
| СК «Прометей» (Дніпро) | 3       | 2020, 2021, 2023.       |
| Буковинка (Чернівці)   | 1       | 2024.                   |

## MVP
- 2016 —  Анастасія Чернуха[3] («Хімік»)
- 2017 —  Катерина Дудник[4] («Хімік»)
- 2018 —  Юлія Бойко[5] («Хімік»)
- 2019 —  Юлія Бойко[6] («Хімік»)
- 2020 – Діана Мелюшкина[7] (СК «Прометей»)
- 2021 —   Хейді Касанова[8] (СК «Прометей»)
- 2023 —  Бояна Міленкович[9] (СК «Прометей»)
- 2024 – Лідія Лучко[10] («Буковинка»)